# Demons & Wizards

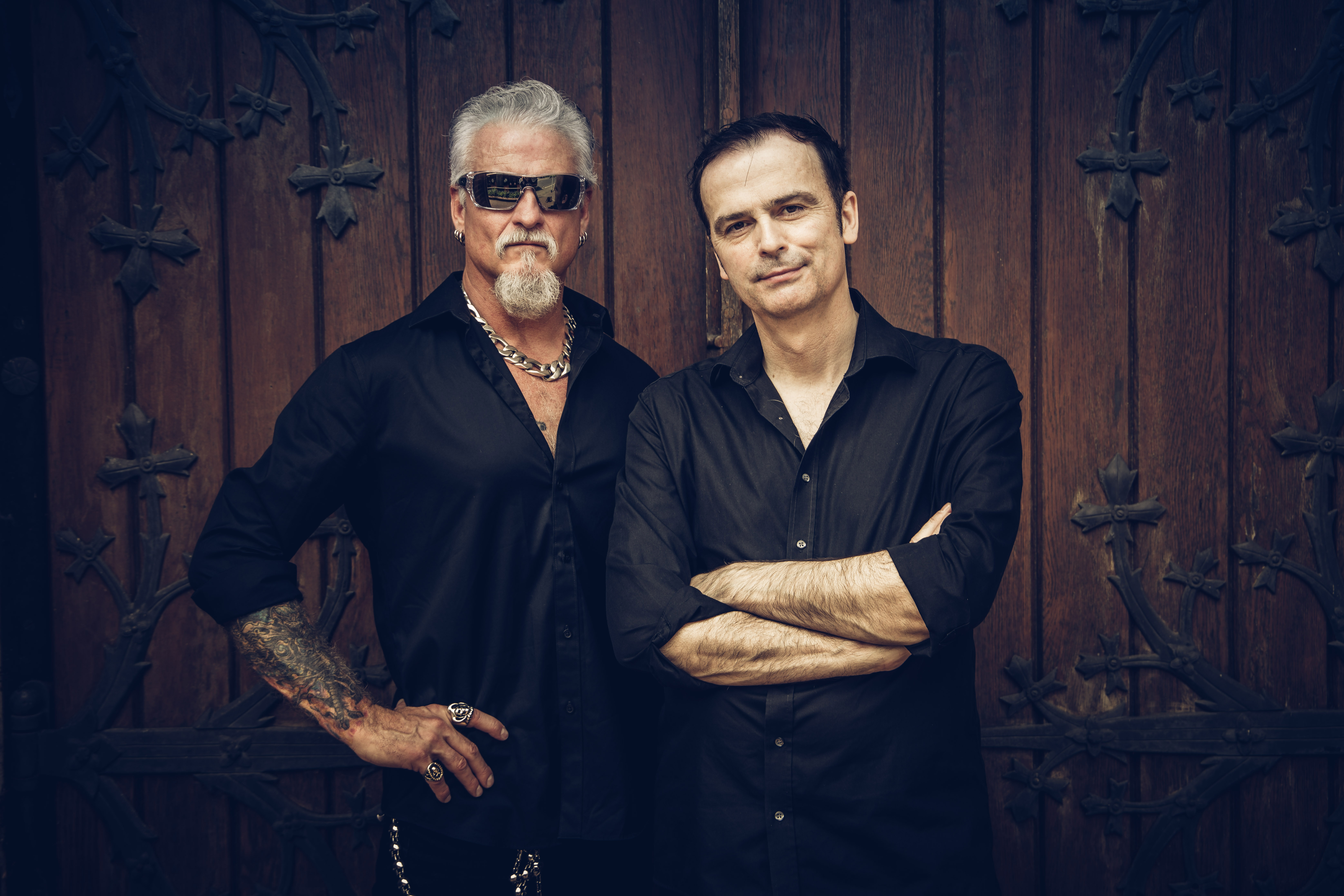
Jon Schaffer & Hansi Kürsch (2019)

Demons & Wizards was een muziekproject met Jon Schaffer van Iced Earth en Hansi Kürsch van Blind Guardian. Ze combineerde de donkere melodieën (Heavy metal) van Iced Earth met de krachtige zang en de bombastische koren (Power metal) van Blind Guardian.
Begin 2021 maakte Kürsch een einde aan de samenwerking met Schaffer omdat hij als lid van de extreem rechtse militie Oath Keepers deel nam aan de bestorming van het Amerikaanse Capitool in 2021. Shaffer werd de eerste verdachte van de aanval die "schuldig" pleitte. Hij nam afstand van de militie. Er is twee jaar na de bestorming nog geen strafbepaling voor hem uitgesproken.

## Groepsleden
- Jon Schaffer: rhythm gitaar (basgitaar op albums)
- Hansi Kürsch: zang
- Jim Morris: gitaar
- Mark Prator: drums

## Discografie
- Demons & Wizards (1999)
- Touched By The Crimson King (2005)
- III (2020)